# The King is dead. Long live the King!
The King is dead. Long live the King! (Francês: Le Roi est mort, vive le Roi!; Espanhol: El rey ha muerto, viva el rey!; Português: "O Rei está morto. Vida longa ao Rei!") é uma tradicional proclamação feita na sucessão de um novo monarca em vários países, como o Reino Unido.

## Etimologia
A frase original foi traduzida do francês Le Roi est mort, vive le Roi!, que foi usado pela primeira vez na coroação de  Charles VII seguindo a morte de seu pai Carlos VI em 1422. Na França, a declaração era tradicionalmente feita pelos Duc d'Uzès (Viscondes e Duques de Uzès), um pariato proeminente da França, assim que o caixão com os restos mortais do rei descia a abóboda da Basílica de Saint-Denis. A frase surgiu a partir da lei de  le mort saisit le vif— onde a soberania do rei era transmitida ao seu descendente assim que o monarca anterior morria. "The King is dead" é um anuncio de um soberano que acaba de morrer.  "Long live the King!" refere-se ao seu herdeiro que imediatamente o sucede no trono no lugar do rei anterior.
Na epoca, o francês era a língua dos aristocratas na Inglaterra, e a declaração foi logo tomada como representante do mesmo ideal— que na Inglaterra retorna a 1272, quando  Henrique III morreu enquanto seu filho, Eduardo I, estava guerreando nas cruzadas. Para evitar uma guerra civil em torno da sucessão do trono, o Conselho Real proclamou "O trono nunca deve ficar vazio; o país nunca deve ficar sem monarca." Assim sendo, Eduardo foi declarado rei imediatamente, e reinou in absentia até que as noticias da morte de seu pai chegasse e ele retornasse à Inglaterra.
Na frança, o Rei Luís XV foi predecessor do Rei Luís XVI.  Logo após a morte de Luis XV por volta de 11:00 na noite de 10 de maio de 1774, o herdeiro aparente, Louis-Auguste, el Dauphin, imediatamente tornou-se Rei Luis XVI de França.  Essa rápida transição foi feita com a frase: "The King is dead. Long live the King!"

## Uso
Embora "The King is dead. Long live the King." seja comumente acreditado como parte do texto oficial da proclamação de ascensão, na verdade é apenas feito de forma tradicional, sendo entoado pelas cidades do reino.
No Reino da Dinamarca, proclamação semelhante é feita pelo Primeiro Ministro quando um monarca morre. A fala é executada no balcão do Palácio de Christiansborg, o prédio do parlamento dinamarquês.
Em algumas monarquias, como no Reino Unido, um  interregnum é evitado com a proclamação direta do trono com a frase e o herdeiro torna-se monarca. A frase serve ainda para significar a continuidade da soberania, anexado a uma forma pessoal de poder chamado Auctoritas. Não é assim em outras monarquias onde o reinado do novo monarca começa apenas com coroação ou com algum outro evento formal ou tradicional. Na República das Duas Nações por exemplo, os reis eram eleitos, o que muitas vezes levou a interregno relativamente longo. Durante esse tempo foi o primata polonês que servia no interrex. 

### The queen is dead. Long live the queen!
No Reino Unido e em outros reinos que permitem sucessão feminina ao trono, a frase pode ser alterada para acomodar a sucessão entre monarcas de sexos diferentes, por exemplo:
"O Rei está morto. Vida longa à Rainha!"Original (em inglês): "The King is dead. Long live The Queen!" British Newspaper Archive (em inglês)
que aconteceu em 1952, quando o rei George VI morreu e foi sucedido por sua filha, a rainha Elizabeth II, ou
"A Rainha está morta. Vida longa ao Rei!"Original (em inglês): "The Queen is dead. Long live The King!" (em inglês)
que aconteceu em 2022, quando a rainha Elizabeth II morreu e foi sucedida por seu filho, o rei Charles III.